# Worsthorne
Worsthorne är en by i Lancashire i England. Byn är belägen 49,8 km 
från Lancaster. Orten har 1 008 invånare (2016).